# Znamení (film)
Znamení (v anglickém originále Signs) je americký science fiction hororový film natočený roku 2002 režisérem M. Night Shyamalanem, jenž je i autorem scénáře. Po Šestém smyslu (1998) a Vyvoleném (2000) se jedná o třetí režisérův celovečerní thriller, jenž upoutal mezinárodní pozornost. Snímek produkovali Shyamalan a manželský pár Frank Marshall a Kathleen Kennedyová, hudbu složil James Newton Howard. Hlavní role zvárnili herci Mel Gibson, Joaquin Phoenix, Rory Culkin a Abigail Breslin.
Film zpracovává témata jako víra, příbuzenské vztahy, duševní trauma či existence mimozemského života. Vyznačuje se pro Shyamalanovo dílo charakteristickou mystickou atmosférou s hororovými prvky, volnějším tempem a náhlými dějovými zvraty.

## Děj
Hlavní postavou příběhu je bývalý kněz episkopální církve Graham Hess, který ztratil víru poté, co jeho žena Colleen před půl rokem tragicky zemřela při autonehodě. Nyní žije na farmě obklopené poli se svým synem Morganem (jenž trpí astmatem) a mladší dcerou Bo. Od smrti Grahamovy manželky v domě žije a vypomáhá i jeho mladší bratr Merrill, kdysi ambiciózní hráč baseballu.
Když se jednoho v okolních polích objeví nezvykle symetrické kruhy, vina je neprve připisována vandalům. Postupně se ovšem tyto útvary začnou objevovat po celém světě a nad světovými metropolemi se vznášejí záhadná světla, jejichž zdrojem jsou neviditelné objekty. Graham a Merrill se jedné noci neúspěšně pokusí chytit záhadnou figuru, o několik dní později Hess spatří mezi kukuřičnými klasy další. V televizi se navíc objeví záběry stvoření, které není zemského původu. Graham přijme pozvání na návštěvu od Raye Reddyho, muže zodpovědného za autonehodu, při níž zahynula Hessova choť. Reddy vyjádří lítost nad tím, co zavinil a začne tvrdit Grahamovi, že jednoho mimozemšťana zamkl do své spíže. O tom se následně bývalý kněz přesvědčí. Ray věří, že voda je pro vetřelce smrtelně nebezpečná a odjíždí k jezeru.
Vetřelecká invaze na planetu Zemi začíná a rodina se zabarikáduje ve svém domě. Přestože má Morgan astmatický záchvat (a příslušné léky nejsou v dosahu), přežije noc. Dalšího rána překvapivě mimozemšťané opouští planetu, jako by je něco vystrašilo. Rodina tudíž vyleze z úkrytu, tu ovšem na ně zaútočí vetřelec dříve uvězněný v Reddyho spíži a vezme malého Morgana jako rukojmí. Merrill s ním ovšem začne zápasit za použití baseballové pálky. Během souboje zjistí, že voda je pro mimozemšťany skutečně toxická a nakonec jej usmrtí. Ještě předtím ovšem nepřítel stihne na Morgana vypustit jedovatý plyn ze svých zápěstí.
Když Graham svého syna venku ošetřuje, dochází ke zjištění, že právě Morganovy oslabené plíce zabránily vdechnutí toxinů a zachránily jeho synovi život. Hess to vnímá jako boží zásah a závěrem filmu se vrací do církve.

## Obsazení
| Mel Gibson         | Graham Hess                        |
| Joaquin Phoenix    | Merrill Hess                       |
| Rory Culkin        | Morgan Hess                        |
| Abigail Breslin    | Bo Hess                            |
| Cherry Jones       | Caroline Paski (místní policistka) |
| M. Night Shyamalan | Ray Reddy                          |
| Patricia Kalember  | Colleen Hess                       |

## Výroba
Do role Merrilla Hesse byl nejdříve navržen Mark Ruffalo, který ovšem ze zdravotních důvodů musel odmítnout. Hlavní role Grahama Hesse byla původně napsána pro staršího herce, ovšem poté, co Paul Newman (kvůli nezájmu) a Clint Eastwood (kvůli nabitému programu) odmítli, scenárista změnil plány. Natáčení probíhalo roku 2001 v Pensylvánii.

## Přijetí
Film se celkově dočkal pozitivních recenzí. Kritici si pochvalovali zlověstný a atmosférický soundtrack Jamese Newtona Howarda i Shyamalanovu schopnost navodit znepokojivou atmosféru a vybudovat napětí. Ne všechny ohlasy ovšem byly nadšené. Někteří kritici například tvrdili, že film naopak napětí postrádá a myšlenky, jež jsou divákovi předkládány, nedokázal Shyamalan naplno rozvinout.
S rozpočtem 70 milionů dolarů snímek v kinech utržil přes 400 milionů dolarů celosvětově, což z něj dělá druhý komerčně nejúspěšnější režisérův počin, po Šestém smyslu (téměř 700 milionů dolarů).